# Stomatosuchus
Stomatosuchus — викопний неозухій з пізньої крейди (сеноман) Єгипту. Багато з того, що відомо про нього було отримано від спорідненого роду Laganosuchus.

## Опис

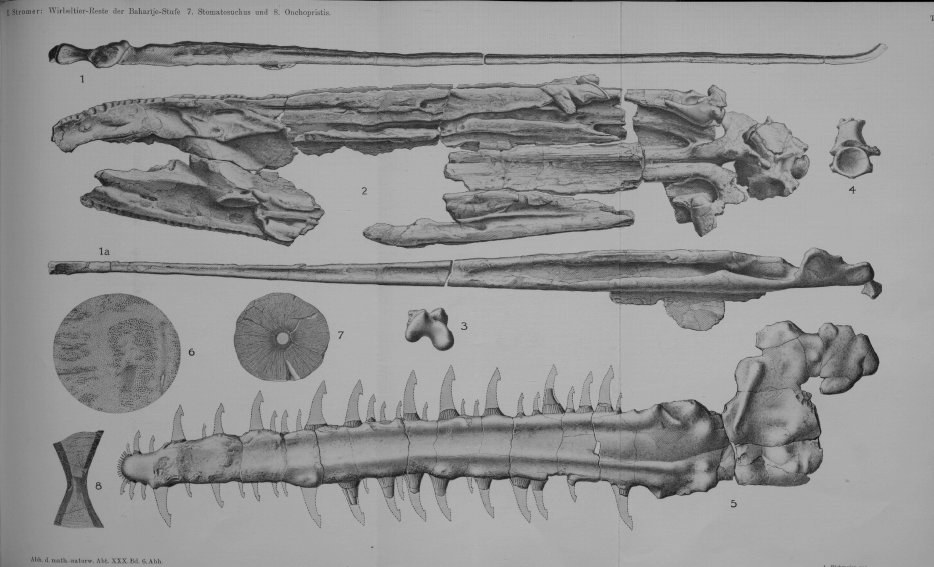
Голотипний череп

Він виростав до 10 метрів завдовжки та мав довгий сплюснутий череп із подібними до кришки щелепами, які були вкриті дрібними конічними зубами, а череп досягав 2 метрів у довжину. Нижня щелепа могла бути беззубою і, можливо, навіть підтримувала пеліканоподібний горловий мішок.
Єдиний відомий зразок S. inermis складався з частини черепа та двох хвостових хребців. Він був зібраний в Єгипті в 1911 році німецьким палеонтологом Ернстом Штромером під час експедиції та доставлений до Мюнхенського музею, який пізніше був зруйнований під час бомбардування силами Антанти в 1944 році. Наразі збереглися лише фотографії зразка.

## Палеоекологія
Цілком ймовірно, що S. inermis мешкав у болотистих низинах на території сучасної східної Сахари. Можливо, він населяв усю Північну Африку, але через те, що єдине викопна знахідка цього виду була винищена, а інших кісток з того часу не знайдено, встановити точний ареал неможливо. 